# العلاقات الجزائرية السورية
العلاقات الجزائرية السورية تشير إلى العلاقة بين الجمهورية الجزائرية الديمقراطية الشعبية والجمهورية العربية السورية. الجزائر لديها سفارة في دمشق. في حين أن سوريا لديها سفارة في الجزائر. كلاهما عضو في جامعة الدول العربية (لكن سوريا علقت في عام 2012).
الجزائر هي من الدول العربية القليلة التي تحافظ على علاقتها بالحكومة السورية في ظل حكم بشار الأسد، وهو إرث خلفته المشاكل بين الجزائر والسعودية بسبب الحرب الأهلية الجزائرية. على هذا النحو، عارضت الجزائر بشدة قرارات الدول العربية الأخرى لتسليح المعارضة السورية في خضم الصراع في سوريا بسبب الصدمة التاريخية الجزائرية، وتدعم الحكومة السورية بهدوء.

## تاريخ
إن نضال الجزائريين ضد الاستعمار الفرنسي خلال الثورة الجزائرية إستلهم من الدول العربية الأخرى مثل سوريا. وبهذا، بعد استقلال الجزائر عام 1962 والانقلاب السوري عام 1963، أقامت الدولتان العلاقات.

## الحرب الأهلية السورية
خلال الحرب الأهلية في سوريا، حافظت الجزائر على العلاقات الدبلوماسية وعارضت أي خطة لتسليح المعارضة. من وجهة النظر الجزائرية، تسببت الحرب السورية وصعود الأصولية في مخاوف كبيرة من وجهة نظر الجزائر.
اعتبر البعض أن الجزائر هي مفتاح السلام في سوريا. ولأن الجزائر واجهت أيضاً حرباً أهلية مدمرة ضد الفصائل الإسلامية في التسعينيات، والتي يعرفها الجزائريون بـ "العشرية السوداء"، ينظر الجزائريون إلى سوريا بتضامن ويعتزمون استعادة السلام وكذلك «ترسيخ شعور بالمصالحة الوطنية»، لذا اختاروا لدعم الحكومة السورية بهدوء. كما عملت الجزائر كوسيط بين سوريا وتركيا.
إستقبلت الجزائر ما يقرب من 25,000 لاجئ سوري فارون من بلادهم. معظم السوريين في الجزائر يعملون الآن في شركات صغيرة ومتوسطة.